# Still (SWV)
Still è il quinto album in studio del gruppo musicale femminile statunitense SWV, pubblicato nel 2016.

## Tracce
1. Still – 3:30
2. MCE (Man Crush Everyday) – 3:55
3. On Tonight – 3:05
4. Let's Make Music – 3:40
5. Ain't No Man – 3:34
6. Love Song – 3:50
7. When Love Didn't Hurt – 4:39
8. Miss You – 3:23
9. Leaving You Alone – 3:29
10. What We Gon' Do – 3:50